# John Powell
John Powell (n. 18 septembrie 1963, Londra) este un compozitor britanic, cunoscut pentru coloanele sale sonore. Locuiește în Statele Unite din 1997 și a compus până în prezent muzica pentru peste 50 de filme. A devenit celebru la sfârșitul anilor 1990 și în anii 2000, compunând muzica pentru numeroase filme animate precum Chicken Run, Shrek, Robots, Ice Age: The Meltdown, Happy Feet, Bolt, Kung Fu Panda, (împreună cu Hans Zimmer), Ice Age: Dawn of the Dinosaurs, How to Train Your Dragon și Kung Fu Panda 2 (împreună cu Hans Zimmer). De asemenea, este cunoscut și pentru colaborările sale cu regizorii Doug Liman și Paul Greengrass. Muzica sa pentru filmul din 2010, How to Train Your Dragon i-a adus prima nominalizare la Premiile Oscar, la cea de-a 83-a ediție a Premiilor Oscar. Este un membru important al studioului de muzică al lui Hans Zimmer, Remote Control Productions, și colaboreaza frecvent cu compozitori de la acest studio, inclusiv cu Harry Gregson-Williams și cu Zimmer însuși.

## Viața și cariera
Powell s-a născut în Londra. Copil fiind, a început să studieze vioara după care a studiat la Trinity College of Music. Mai târziu s-a aventurat în muzica jazz și rock, cântând într-o trupă soul numită The Fabulistics. După părăsirea colegiului, a compus muzică pentru reclame, ceea ce a condus la o slujbă ca asistent al compozitorului Patrick Doyle la câteva filme, inclusiv Much Ado for Nothing.
În 1995 a fost co-fondator al companiei de muzică pentru reclame Independently Thinking Music din Londra, care a compus muzica pentru peste 100 de reclame și filme independente britanice și franceze.
Prima coloană sonoră a lui Powell a fost în 1990 pentru filmul Stay Lucky. S-a mutat în Statele Unite și a compus prima sa coloană sonoră importantă în 1998 pentru filmul Antz, primul film produs de Dreamworks Animation a cărei coloană sonoră a compus-o alături de Harry Gregson-Williams. Doi ani mai târziu, cei doi au colaborat pentru Chicken Run iar în anul următor pentru Shrek, film care a câștigat Premiul Oscar pentru cel mai bun film de animație. Totuși, toate filmele Shrek ulterioare, au avut muzica compusă doar de Harry Gregson-Williams. În 2001, a compus muzica și pentru Evolution, I Am Sam, Just Visiting și Rat Race.
În 2002 Powell a fost angajat sa compună muzica din filmul The Bourne Identity, după ce Carter Burwell a părăsit proiectul, și a compus muzica pentru toate filmele ulterioare ale regizorului Doug Liman. S-a întors și pentru a compune muzica din celelalte două filme din serie, The Bourne Supremacy și The Bourne Ultimatum, ambele regizare de Paul Greengrass.
După filmele Bourne, Powell a colaborat cu Liman din nou pentru a compune muzica pentru filmul din 2005 Mr. and Mrs. Smith. În același an a compus și muzica pentru Robots.
În 2006 a compus muzica din filmul lui Greengrass, United 93. În același an a compus muzica pentru al doilea film din seria Ice Age, Ice Age: The Meltdown, precum și pentru X-Men: The Last Stand și Happy Feet, pentru care a câștigat un premiu Film & TV Music Award pentru cea mai bună coloană sonoră pentru un film de animație. În anul următor a compus muzica pentru The Bourne Ultimatum. În 2008 a colaborat cu compozitorul Hans Zimmer pentru a compune muzica din Kung Fu Panda și, in același an, a compus muzica pentru Jumper, Hancock și Bolt. În 2009 a compus muzica pentru al treilea și cel mai popular film din seria Ice Age de până acum; Dawn of the Dinosaurs.
În 2010 a compus muzica pentru How to Train Your Dragon. Aceasta a fost a șasea coloană sonoră compusă pentru un film Dreamworks Animation, deși prima în care a compus toată muzica singur. A fost de asemenea prima sa coloană sonoră care să fie nominalizată la Oscar pentru Cea mai bună coloană sonoră. În același an a compus muzica pentru filmul lui Greengrass, Green Zone, documentarul lui Asif Kapadia, Senna, împreuna cu Antonio Pinto, si Knight and Day.

## Nominalizări și premii

### Premiile Oscar
- 2010 - How to Train Your Dragon

### Premiile Grammy
- 2008 - Happy Feet

### Premiile BAFTA
- 2011 - How to Train Your Dragon
- 2007 - Happy Feet
- 2002 - Shrek

### World Soundtrack Awards
† Toate nominalizările sunt pentru categoria cel mai bun compozitor al anului. Excepția este trecută între paranteze.
- 2011 - Mars Needs Moms, Rio, Kung Fu Panda 2
- 2010 - How to Train Your Dragon
- 2008 - The Bourne Ultimatum
- 2007 - Happy Feet
- 2006 - Ice Age: The Meltdown
- 2005
  - The Bourne Supremacy
  - The Bourne Supremacy (cea mai buna coloană sonoră a anului)

## Filmografie

### Anii 1990
- 1990 - Stay Lucky
- 1994 - The Wild Heels
- 1996
  - Je suis ton châtiment
  - High Incident
- 1997 - Face/Off
- 1998
  - Human Bomb
  - With Friends Like These...
  - Antz
- 1999
  - Endurance
  - Forces of Nature
  - Chill Factor

### Anii 2000
- 2000
  - The Road to El Dorado
  - Chicken Run
- 2001
  - Just Visiting
  - Evolution
  - Shrek
  - Rat Race
  - I Am Sam
- 2002
  - D-Tox
  - The Bourne Identity
  - Drumline
  - Two Weeks Notice
- 2003
  - Stealing Sinatra
  - Agent Cody Banks
  - The Italian Job
  - Gigli
  - Paycheck
- 2004
  - The Bourne Supremacy
  - Mr 3000
  - Alfie
- 2005
  - Be Cool
  - Robots
  - Mr. and Mrs. Smith
  - Aunt Fanny's Tour of Booty
- 2006
  - Ice Age: The Meltdown
  - United 93
  - X-Men: The Last Stand
  - Happy Feet
- 2007
  - The Bourne Ultimatum
  - P.S. I Love You
- 2008
  - Jumper
  - Horton Wears a Who!
  - Stop-Loss
  - Kung Fu Panda
  - Hancock
  - Bolt
- 2009 - Ice Age: Dawn of the Dinosaurs

### Anii 2010
- 2010
  - Green Zone
  - How to Train Your Dragon
  - Fair Game
  - Knight and Day
- 2011
  - Mars Needs Moms
  - Rio
  - Kung Fu Panda 2
  - Happy Feet 2
- 2012
  - Ice Age: Continental Drift
  - The Lorax
- 2014 - How to Train Your Dragon 2